# Pacyna (gmina)
Pacyna – gmina wiejska w Polsce położona w województwie mazowieckim, w powiecie gostynińskim. W latach 1975–1998 gmina administracyjnie należała do województwa płockiego.
Siedziba gminy to Pacyna.
Według danych z 31 grudnia 2012 gminę zamieszkiwało 3795 osoby. Natomiast według danych z 31 grudnia 2017 roku gminę zamieszkiwało 3617 osób.
Gmina Pacyna przynależy do regionu o podstawowej funkcji rolniczej i w związku z tym w strukturze gospodarki dominuje gospodarka rolna reprezentowana przez rodzinne gospodarstwa indywidualne. Również działające na terenie gminy nieliczne zakłady pracy i przedsiębiorstwa ukierunkowane są najczęściej na obsługę lokalnego rynku.

## Struktura powierzchni
Według danych z roku 2002 gmina Pacyna ma obszar 90,85 km², w tym:
- użytki rolne: 84%
- użytki leśne: 7%

Gmina stanowi 14,76% powierzchni powiatu.
Obszar gminy Pacyna pod względem fizyczno-geograficznym przynależy do makroregionu Niziny Środkowomazowieckiej, mezoregionu Równiny Kutnowskiej. Charakterystyczną cechą tych obszarów jest łagodna rzeźba terenu powstała w wyniku środkowopolskiego zlodowacenia, kiedy panował klimat peryglacjalny. Występują tu elementy związane z działalnością akumulacyjną lodowców zwłaszcza ostatniego zlodowacenia bałtyckiego. Dominują jednostajne równiny oraz lekko faliste powierzchnie zdenudowanych wysoczyzn morenowych. Teren gminy położony jest na wysokości 88 – 115 m n.p.m. Szczególnie wyróżnia się silnie zdenudowana wysoczyzna morenowa obejmująca większą, płaską część obszaru gminy. Powierzchnia wysoczyzny jest wyniesiona od 90 do 115 m n.p.m. a spadki terenu nie przekraczają 5%. Urozmaiceniem monotonnej powierzchni wysoczyzny są dość liczne zagłębienia bezodpływowe i liczne formy dolinne. Największą z nich jest dolina rzeki Przysowy przebiegająca przez południową część obszaru gminy. Spadki na zboczach są bardzo łagodne i nie przekraczają 5%.
Ukształtowanie terenu i krajobraz stwarzają dogodne warunki dla rozwoju sieci osadniczej oraz sprzyjają gospodarce rolnej.

### Gleby
Na zróżnicowanie typów i gatunków gleb na obszarze gminy Pacyna największy wpływ mają stosunki wodne. Na wysoczyźnie występują gleby bielicowe i brunatne oraz czarne ziemie, których udział jest stosunkowo wysoki. Spotykane są one przeważnie na niżej położonych terenach w sąsiedztwie dolin rzecznych. W samych dolinach i obniżeniach terenu zalegają gleby torfowe, torfowo-murszowe i murszowe.
Wskaźnik bonitacji gleb użytków rolnych wynosi w gminie Pacyna średnio 1,04. Najwyższy wskaźnik mają gleby miejscowości Radycza i Podczachy (1,18), najniższy w miejscowości Łuszczanówek (0,81).

## Demografia

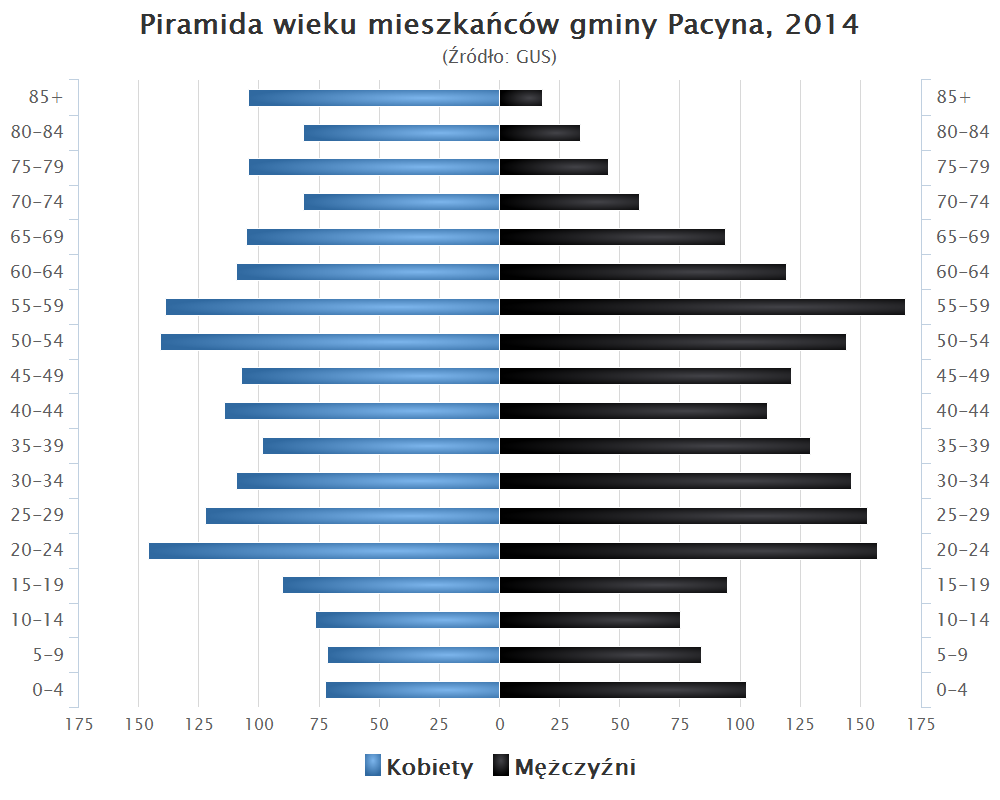
Piramida wieku mieszkańców gminy Pacyna w 2014 roku

Dane z 31 grudnia 2012:
| Opis      | Ogółem | Ogółem | Kobiety | Kobiety | Mężczyźni | Mężczyźni |
| --------- | ------ | ------ | ------- | ------- | --------- | --------- |
| jednostka | osób   | %      | osób    | %       | osób      | %         |
| populacja | 3795   | 100    | 1907    | 50,3    | 1888      | 49,7      |

## Transport drogowy
Oś komunikacyjną gminy stanowi droga wojewódzka nr 583 relacji Sanniki – Żychlin. Ma ona największe znaczenie dla całego układu komunikacyjnego. Poprzez tę drogę pozostałe drogi włączone są do systemu komunikacyjnego kraju. Długość odcinka drogi wojewódzkiej na obszarze gminy wynosi 13,5 km.

## Historia
Najstarsza pisana wzmianka o Pacynie pochodzi z 1430 r. i znajduje się w Archiwum Archidiecezjalnym w Poznaniu. Pacyna w XVI w. była miastem. Prawa miejskie uzyskała 6 marca 1509 r. W 1519 r. miasto zniszczył pożar. W wyniku II rozbioru Polski Pacyna w 1792 r. znalazła się pod panowaniem pruskim. Zgodnie z nowym podziałem administracyjnym była położona w prowincji Prus Południowych w departamencie warszawskim. W listopadzie 1806 r. na ziemie powiatu gostynińskiego wkroczyły wojska napoleońskie. Po utworzeniu Księstwa Warszawskiego i kolejnych zmianach administracyjnych prefektem powiatu gostynińskiego został Teodor Dembowski - właściciel dóbr Pacyna. Po klęsce Napoleona w 1813 r. ziemie, na których znajdowała się Pacyna, zostały zajęte przez Rosjan. Pacyna znalazła się w granicach utworzonego w 1815 r. Królestwa Polskiego. W 1825 r. miejscowość liczyła 341 mieszkańców, zaś w roku 1885 Pacynę zamieszkiwały 462 osoby. W 1873 roku dobra Pacyny składały się z folwarków: Model, Kamionka, Lękowiec oraz wsi Pacyna. Siedzibą dóbr była Pacyna. W skład majątku wchodziły m.in.: gorzelnia, dwa wiatraki, cukrownia oraz złoża torfowe. Miejscowość w tym czasie przynależała do powiatu gostynińskiego, Sądu w Sannikach oraz poczty w Gąbinie. W okresie między powstaniem listopadowym a styczniowym majątek Pacyna należał do przodujących w Królestwie - słynął z hodowli bydła i koni. W październiku 1861 r. namiestnik Królestwa Polskiego hrabia Karol Lambert wprowadził nowy podział administracyjny. Pacyna znalazła się w granicach powiatu gostynińskiego, w okręgu kaliskim, guberni warszawskiej. W czasie trwania powstania styczniowego nie doszło do walk na terenie samej Pacyny. Źródła informują o walce pod wsią Słup 3 sierpnia 1863 r. Zginęło tam wówczas 17 powstańców, 9 wzięto do niewoli, a następnie powieszono we wsi Model. Druga potyczka miała miejsce we wsi Słomków. Podejrzani o sprzyjanie sprawie narodowej dziedzice byli poddawani przez władze cesarskie represjom, a ich majątki były palone. Z rozkazu władz rosyjskich spalono folwarki Słup i Malina położone w gminie Pacyna.
17 września 1939 r. do Pacyny wkroczyły wojska niemieckie. Część mieszkańców Pacyny wysiedlono z ich domów, a ich gospodarstwa przejęli osadnicy niemieccy. 20 listopada 1939 r. Pacyna została włączona do Rzeszy. 18 stycznia 1945 r. na teren gminy wkroczyły wojska Armii Czerwonej, które wyzwoliły mieszkańców Pacyny.

## Zabytki
Na obszarze gminy Pacyna znajduje się kilka interesujących obiektów i zabytków kultury materialnej. Składają się na nie obiekty sakralne i zespoły pałacowe z parkami podworskimi. Do rejestru zabytków wpisano następujące obiekty:
- Zespół dworski wraz z zespołem parkowym w Czarnowie. Dwór murowany z 1822 r. Park z I połowy XIX w.
- Gotycko-renesansowy kościół parafialny pod wezwaniem św. Stanisława w Luszynie (1595 r.), wielokrotnie restaurowany.
- Klasycystyczny zespół pałacowy w Luszynie, w którego skład wchodzi: Murowany pałac z końca XVIII w., rozbudowany w I połowie XIX wieku, remontowany w 1909 r. i latach 70 XX w. Kordegarda murowana z II połowy XIX w. Murowana brama wjazdowa z połowy XIX w. Park z początku XIX w. przekomponowany ok. 1909 r.
- Ruiny zespołu dworskiego w Modelu. Dwór murowany z 1825 r., gruntownie remontowany w 1975 r. zniszczony w pożarze w 1989 r. Zabytkowy park dworski z I połowy XIX w. o powierzchni 4,5 ha.
- Neorenesansowy zespół pałacowy w Skrzeszewach. Pałac murowany z XIX w. Brama w ogrodzeniu murowana z II połowy XIX w. Zabytkowy park dworski z połowy XIX w. o powierzchni 2,6 ha.

## Przyroda
Na terenie gminy leży obszar specjalnej ochrony ptaków IBA, Obszar Chronionego Krajobrazu, Natura 2000 - Dolina Słudwi i Przysowy.

## Sołectwa
Anatolin, Janówek, Luszyn, Łuszczanówek, Pacyna, Podatkówek, Podczachy, Przylaski, Radycza, Rakowiec, Raków, Remki, Robertów, Rybie, Sejkowice, Skrzeszewy, Słomków, Wola Pacyńska

## Sąsiednie gminy
Gąbin, Kiernozia, Oporów, Sanniki, Szczawin Kościelny, Żychlin